# 변효경
변효경(卞孝敬, ? ~ 1456년)은 조선의 문신이다. 본관은 초계(草溪)이며, 아버지는 판윤(判尹) 변남룡(卞南龍)이고, 형은 변효문(卞孝文)이다.

## 생애
1419년(세종(世宗) 1년) 증광 문과에 급제하였다.
1443년(세종 25년) 지승문원사(知承文院事)로서 명나라 황제의 칙서를 받들고 돌아왔다.
1445년(세종 28년) 사간원(司諫院) 좌사간을 거쳐 1446년 우사간(右司諫)으로서 공법·축성 등에 관하여 민생을 편안하게 할 것을 상소하였다.
1447년 첨지중추원사(僉知中樞院事)를 거쳐 이조참의(吏曹參議)가 되었다.
1451년(문종 1년) 병조참의(兵曹參議)를 역임하였다.
1453년(단종 1년) 정조사(正朝使)의 부사(副使)로 명나라에 다녀왔다.
1455년(단종 3년) 판영흥대도호부사(判永興大都護府事)가 되고, 세조가 즉위하자 좌익원종공신(佐翼原從功臣)에 책록되었다. 1456년(세조 2년) 졸하자 세조가 조상하고 부의를 보냈다.

## 가족
- 증조부 : 변경(卞卿)
  - 조부: 변빈(卞贇)
    - 아버지 : 변남룡(卞南龍)

  - 외조부 : 염제신(廉悌臣)
    - 어머니 : 파주 염씨(坡州廉氏)
      - 형 : 변효문(卞孝文)

    - 처부 : 송렴(宋廉)
      - 부인 : 여산 송씨
        - 아들 : 변강